# Sió (kanál)
Sió je vodní kanál v západním Maďarsku. Byl dokončen v roce 1863. Důvodem stavby bylo odvodnění jezera Balaton, které bylo do té doby bezodtokové. Po zprovoznění kanálu klesla hladina jezera o 3 m a kanál se stal jeho jediným odtokem.

## Průběh toku
Začíná ve východní části jižního břehu Balatonu u města Siófok. U vesnice Ádánd ústí do stejnojmenné řeky.